# Valea Kathmandu
Valea Kathmandu (काठमाडौं उपत्यका, स्वनिगः, नेपाः गाः), este localizată în Nepal, la granița civilizațiilor antice ale Asiei și cuprinde peste 130 de monumente și șapte Locuri din Patrimoniul Mondial UNESCO.